# 哥倫比亞救護飛機墜機事件
哥倫比亞救護飛機墜機事件是哥倫比亞Ambulancias Aéreas de Colombia公司所屬的一架救護專機， 於當地時間2014年3月12號上午6點30分從波哥大的埃爾多拉多國際機場飛往卡克塔省的索若拉市執行醫療任務，飛機在比亞維森西奧空域飛行員回報發生機械故障要進行緊急迫降。經引導警急降落在La Vanguardia機場時不幸撞上樹木，引發爆炸，機上除了正副駕駛外，搭載的醫護與傷患等全都不幸遇難。